# Pavetta crassicaulis
Pavetta crassicaulis är en måreväxtart som beskrevs av Cornelis Eliza Bertus Bremekamp. Pavetta crassicaulis ingår i släktet Pavetta och familjen måreväxter. Inga underarter finns listade i Catalogue of Life.